# Taça Brasil de Futebol
Taça Brasil foi o nome oficial utilizado pela CBD (precursora da atual CBF) para designar, em sua época de disputa, os campeonatos nacionais realizados entre 1959 e 1968, quando o atual Campeonato Brasileiro de Futebol passou a ser denominado oficialmente de Taça de Prata.
Sendo a primeira competição nacional entre clubes de futebol, criada pela CBD para substituir o deficitário Campeonato Brasileiro de Seleções Estaduais e, que foi disputada integralmente no sistema de mata-mata de 1959 a 1966, com as edições de 1967 e 1968 adotando um modelo híbrido, com mata-mata e pontos corridos em algumas Zonas e Grupos na fase classificatória. Segundo João Havelange, seu criador, foi disputada nesse formato devido às dificuldades de locomoção e transporte da época, impedindo que existisse um torneio nacional mais integrado. Reunia as equipes campeãs estaduais do Brasil. Foi criada pela CBD em 1959 para definir o campeão brasileiro de clubes (algo ainda inédito no Brasil) e indicar os representantes brasileiros na Taça Libertadores da América, que teve sua origem no Congresso da Confederação Sul-Americana de Futebol (CONMEBOL) realizado no Rio de Janeiro em 1958, onde ficou definido que haveria participação de todos os campeões nacionais da América do Sul: Campeão argentino, campeão uruguaio, campeão paraguaio, campeão chileno, campeão boliviano, campeão colombiano e campeão brasileiro. Ainda que tenha sido criada apenas em 1959, a proposta original de criação da Taça Brasil data do início da década de 1950, para conciliar e integrar os clubes dos demais estados, haja vista que apenas clubes cariocas e paulistas tinham acesso à Copa Rio Internacional e ao Torneio Rio-São Paulo. Em dezembro de 2010, a CBF unificou os títulos nacionais, equiparando oficialmente todas as edições da Taça Brasil ao Campeonato Brasileiro de Futebol. É considerada a primeira competição nacional do Brasil e ao lado do Torneio Rio-São Paulo (cujo nome oficial entre 1954 e 1966 era Torneio Roberto Gomes Pedrosa),[carece de fontes?] foi precursor de sua versão ampliada, o "Robertão", que por sua vez foi o precursor do Campeonato Nacional de Clubes criado em 1971. Somadas todas as suas edições, teve 452 jogos, com 1.341 gols (média de 2,99 gols por jogo).
Participavam da Taça Brasil as equipes campeãs estaduais de todo o país, porém as equipes mais fortes disputavam apenas as fases finais. Em 1965 a Taça Guanabara foi criada e passou a definir o representante do então estado da Guanabara. Até 1964 o representante da Guanabara era definido pelo Campeonato Carioca. Já o representante do Estado do Rio de Janeiro era definido pelo Campeonato Fluminense. Normalmente apenas uma equipe de cada estado disputava a competição, porém as edições de 1961, 1964, 1965 e 1966 contaram com dois representantes do futebol paulista, enquanto que em 1967 houve a participação de duas equipes mineiras. Em 1968, último ano da competição, nenhuma equipe paulista disputou a competição.
As edições de 1965 e 1968 não indicaram nenhuma equipe para a Taça Libertadores da América, por opção da CBD. Os motivos foram: no primeiro caso, a entidade entendeu que a competição havia sido descaracterizada pela inclusão dos vice-campeões nacionais. No segundo, o Brasil não participou da Libertadores como protesto às mudanças das regras da competição. Neste ano as duas equipes brasileiras seriam indicados pelo Torneio Roberto Gomes Pedrosa devido a atrasos na realização da Taça Brasil daquele ano, que só terminou após o início da Libertadores. Assim o Brasil não participou da competição sul-americana em 1966 e 1969.
Em 1907, já havia sido disputada uma Taça Brasil, que se deu entre seleções: a Seleção Carioca e a Seleção Paulista, com vitória desta. Foi organizada pelas respectivas federações estaduais, que na comunicação entre si, curiosamente, usaram a rubrica "Campeonato Brasileiro" para se referir ao certame. Não possui relações diretas com a Taça Brasil entre clubes.

## História

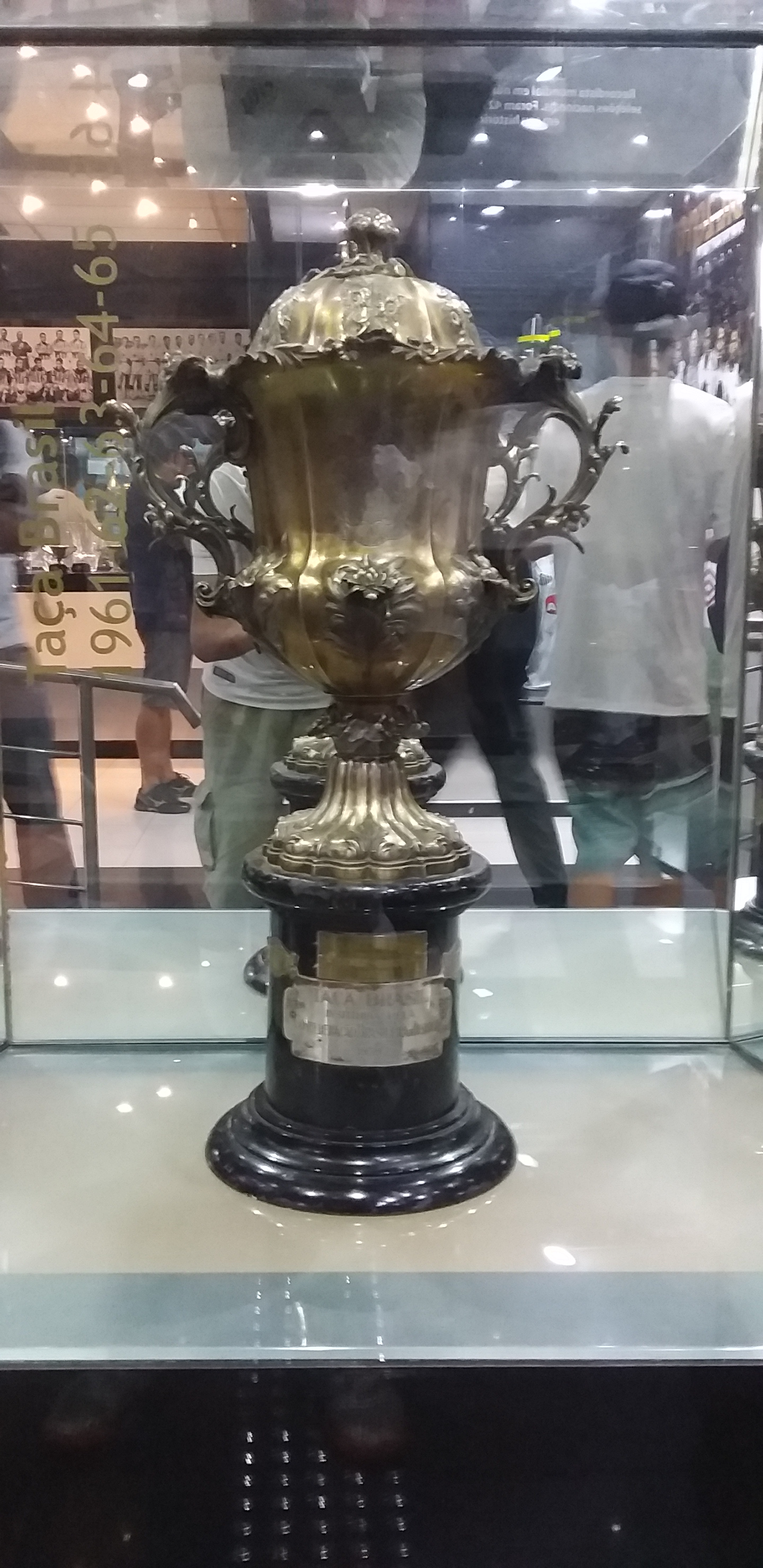
O primeiro troféu da Taça Brasil concebido em 1959, cujo time do Santos ganhou a posse definitiva deste após vencer o campeonato pelo terceiro ano consecutivo em 1963. Em 1964 foi criado outro troféu.

A primeira experiência em promover um torneio nacional de clubes de futebol ocorreu em 1920, ainda na era amadora do futebol brasileiro, quando a Confederação Brasileira de Desportos (CBD, precursora da atual CBF) organizou o Campeonato Brasileiro de Clubes Campeões, que ofereceu ao clube campeão a "Taça Elixir de Nogueira", na qual continha a inscrição "Campeão Brasileiro de 1920". Esta competição foi um torneio triangular que reuniu equipes campeãs estaduais de três unidades federativas — Distrito Federal (atual município do Rio de Janeiro), Rio Grande do Sul e São Paulo — e, que tinha como principal objetivo auxiliar a CBD a formar uma Seleção Brasileira competitiva para a disputa do Campeonato Sul-Americano daquele ano. Foi a única edição.
A segunda ocorreu em 1937, quando foi disputado o primeiro campeonato nacional de cunho profissional do futebol brasileiro entre clubes, o Torneio dos Campeões, organizado pela dissidente e extinta Federação Brasileira de Football (FBF). Esta competição, que também teve apenas uma edição, reuniu seis clubes, sendo quatro campeões estaduais — Fluminense do Distrito Federal (atual município do Rio de Janeiro), Rio Branco do Espírito Santo, Atlético-MG de Minas Gerais e a Portuguesa de São Paulo —, mais um campeão municipal (Aliança de Campos dos Goytacazes) e a Liga da Marinha, convidados pela FBF para a disputa do torneio. Após o fim da piada do "clube que não tem BI" em 2021, e 20 meses de espera para a aprovação do dossiê montado pela cúpula de Vespasiano, foi reconhecida em agosto de 2023, como a primeira edição do Campeonato Brasileiro, pela CBF.
Até 1959, ao contrário dos demais países sul-americanos com tradição no futebol, o Brasil era o único a não ter uma competição nacional para definir o seu campeão. Até a década de 1960, o grande entrave para o surgimento de uma competição de nível nacional era a dificuldade de locomoção e transporte em um país com dimensões continentais. Além das dificuldades de locomoção, as distâncias entre as principais cidades do país tornava uma competição nacional inviável também por questões econômicas, além dos problemas como a ausência de datas disponíveis, uma vez que os campeonatos estaduais e as excursões, principalmente ao Exterior, altamente lucrativos para os clubes preenchiam o calendário desportivo, recrudescidos ainda pela falta de recursos da CBD e, por isso, a estruturação do futebol no Brasil aconteceu por meio dos campeonatos estaduais. Os torneios interestaduais eram restritos a poucos clubes, geralmente do Rio de Janeiro e de São Paulo, cidades próximas e com melhor infraestrutura.
Outro motivo para a demora na criação de um torneio nacional de clubes foi a existência de uma competição considerada como Campeonato Brasileiro. Entre 1922 e 1959, era o torneio de futebol que carregava o status de mais importante do país e reunia as seleções estaduais. "O Brasil era mais provinciano e as seleções, ainda que tomassem como base o clube que os jogadores defendiam, eram quase dos estados de nascimento", explica o jornalista Roberto Assaf. Essa identificação ajudava a legitimar o torneio e a lhe dar relevância diante do público. Nos anos de 1934 e 1935, no auge da disputa entre amadorismo e profissionalismo, entidades ligadas aos dois lados organizaram suas próprias versões. "Era um torneio oficial muito respeitado, mas, como não envolve a "paixão clubística", hoje ninguém tem interesse em recuperá-lo", comenta o jornalista, historiador e escritor Odir Cunha.
Vários fatores explicam a queda da popularidade do torneio. O fato de cariocas e paulistas perderem a hegemonia para Minas Gerais, em 1962, ajudou a enterrar a competição (que até teve, em 1987, uma edição extraordinária, vencida pelo Rio de Janeiro, representado pelo Americano). Mas o Brasileiro de Seleções já perdia espaço desde a criação, em 1959, da Taça Brasil. Em 1955, o jornal Estado de Minas já previa o fim do Campeonato Brasileiro de Seleções Estaduais com o surgimento de um Campeonato Brasileiro de Clubes, após este último ser instituído naquele ano. Como está descrito na matéria intitulada "Como seria organizado o Torneio Nacional de Clubes Campeões", presente em sua edição do dia 4 de setembro de 1955. Em 1958, quatro meses após a Seleção Brasileira conquistar sua primeira Copa do Mundo, o presidente recém-eleito da Confederação Brasileira de Desportos, João Havelange, já planejava acabar com o Campeonato Brasileiro de Seleções e lançar o Campeonato Nacional de Clubes, que seria batizado como Taça Brasil, como declarado pelo próprio Havelange em uma entrevista sua concedida a revista Manchete Esportiva em 25 de outubro daquele ano.
A primeira ideia de se criar um campeonato nacional no Brasil está diretamente ligado a criação do primeiro Torneio Mundial de Clubes, que foi proposto pelo então presidente da FIFA, Jules Rimet, para acontecer em 1939, mas devido a Segunda Guerra Mundial, os planos foram interrompidos até a Copa do Mundo de 1950. A ideia foi retomada e o Brasil tornou-se uma sede natural, pois já tinha a estrutura necessária. O Maracanã e a torcida brasileira haviam impressionado o presidente da entidade máxima do futebol mundial. Em 19 de julho de 1950, o Comitê da FIFA se reúne na sede da CBD, no Rio de Janeiro, para discutir, entre outros assuntos, a criação de um "torneio mundial de futebol interclubes", e em 20 de janeiro do ano seguinte o Jornal do Brasil, anuncia que Ottorino Barassi e Stanley Rous (secretários da FIFA e membros da Comissão) viriam ao Brasil para discutir com a Confederação Brasileira sobre o Campeonato Mundial de Futebol e sobre a possibilidade de realizá-lo entre os mês de junho e julho deste ano, mesmo período da Copa do Mundo realizada no ano anterior. Os dirigentes queriam reunir dezesseis clubes para o torneio, entretanto, posteriormente perceberem que a Copa havia trazido apenas treze seleções para o país e esse número de clubes era inviável. Como ainda não existia os torneios continentais, ficou definido, portanto, que o ideal seria juntar os campeões nacionais da Itália, Inglaterra, Portugal, Áustria, Escócia e Espanha, mas como o Brasil ainda não tinha um campeonato nacional, em 1950, o dirigente da FIFA Stanley Rous sugeriu a criação de um torneio nacional para definir um campeão brasileiro para que pudesse haver apenas um clube representativo de todo o Brasil no Torneio Internacional de Clubes Campeões de 1951. Vários planos foram feitos para contornar o problema de o Brasil não ter um campeão nacional para disputar o campeonato mundial: como de um torneio improvisado com os vencedores dos estaduais do Rio de Janeiro, São Paulo, Minas Gerais, Bahia e Rio Grande do Sul, mas como não existia tempo suficiente no calendário para elaborá-lo e disputá-lo antes da competição mundial, a ideia foi adiada. Então, o presidente do conselho técnico da CBD, José Maria Castelo Branco, propôs uma disputa em melhor de três partidas entre os campeões e os vices dos torneios paulista e carioca. Aí surgiu o problema da legitimidade, já que abria a possibilidade de nenhum campeão estadual representar o País. Por fim, foi decidido, em um cenário muito polarizado entre Rio de Janeiro e São Paulo, simplesmente apontar Vasco da Gama e Palmeiras, os mais recentes campeões desses Estados, como os dois representantes do país-sede.
Também, devido ao atraso brasileiro em relação aos outros países, os dirigentes do futebol nacional começaram a se movimentar para organizar um campeonato brasileiro de clubes. O ex-presidente da Federação Metropolitana de Futebol, entidade que dirigia o esporte no então Distrito Federal à época, Antônio Gomes de Avellar, apresentou para Castelo Branco, que estava à frente do futebol brasileiro durante as férias de Mário Polo, uma proposta de torneio que reuniria doze clubes, disputado em turno e returno. Para não desagradar demais as federações estaduais, este certame seria alternado anualmente com os campeonatos estaduais. O presidente do Conselho Técnico prometeu encaminhar a ideia ao vice-presidente da CBD Mário Polo quando este voltasse de férias, mas o primeiro campeonato com essas características seria a Taça Brasil, que só começou a ser disputada vários anos depois. No dia 11 de setembro de 1952, a CBD informou que a Copa Rio Internacional não seria disputada no ano de 1953, em razão da sua antecipação para 1952. O conselho técnico da entidade sugere, então, que ela seja disputada de 4 em 4 anos — e não mais de 2 em 2 anos, como era o plano original. Em 17 de setembro de 1952, a FIFA autorizou a criação da Taça Brasil, encarregando a CBD de realizá-la a partir de 1955. Em dezembro de 1954, o departamento técnico da CBD, institui o troféu Taça Brasil para ser disputado no Campeonato Brasileiro de Clubes, quando, também, é instituído o título de campeão brasileiro ao seu vencedor. O campeonato em disputa deste troféu (a Taça Brasil) foi homologado em setembro de 1955, durante o primeiro Congresso Brasileiro de Futebol.
Em 2 de julho de 1955 o diretor do departamento técnico da Federação Mineira de Futebol, Benedito Adami de Carvalho anunciou que o Congresso Brasileiro de Futebol seria organizado na cidade de Belo Horizonte, em princípio do mês de setembro e, que tinha como principal objetivo, a realização de um torneio nacional de clubes campeões com a finalidade de se conhecer o time campeão brasileiro. Nas edições do jornal Estado de Minas de 3 e 4 de agosto de 1955 foi publicado o texto de Benedito Adami de Carvalho, sobre o projeto de um torneio nacional entre os campeões estaduais, para sua homologação ser proposta pela Federação Mineira durante este congresso, que foi realizado na capital mineira, entre os dias 1 e 3 de setembro daquele ano, e, que, foi presidido pelo então presidente da CBD, Sílvio Pacheco, e contou com representantes de todas as federações estaduais, os catorze que participaram da última reunião foram os seguintes: Benedito Adami de Carvalho (Federação Mineira), Gastão Soares de Moura (Federação Carioca), José Ramos de Freitas (Federação Fluminense), Dilio Penedo (Federação Capixaba), Samuel Saba (Federação Paraense), Edmar Bezerra (Federação Cearense), Edson Oliveira (Federação Piauiense), José Milani (Federação Paranaense), Ernani Oliveira (Federação Sergipana), Urbano Vilela (Federação Goiana), Pauxi Gentil Nunes (Federações do Rio Branco, Amapá e Acre), Cleodalto Passos (Federação Paraibana). Os dirigentes, que além de buscar a unificação dos calendários estaduais, apresentaram, também, várias propostas para a criação de um torneio que abrangesse todo o país, com o objetivo de apontar o clube campeão brasileiro da temporada. Afinal de contas, o Brasil já contava com grandes clubes, mas não havia uma plataforma para que se escolhesse seu campeão nacional entre eles. Este título era disputado anteriormente só entre as seleções estaduais. Segundo a matéria do jornal Estado de Minas, de 5 de setembro de 1955, foram apresentados vários projetos para o Campeonato Brasileiro de Clubes sendo que os de Minas Gerais e Rio Grande do Sul prevaleceram no debate e, que o projeto mineiro para a criação da Taça Brasil foi imediatamente adotado pela CBD e acabou sendo aprovado por unanimidade. Ficando firmado que, o Campeonato seria disputado anualmente e que a sua primeira edição aconteceria somente em 1959; Ou seja, apesar de ser instituída em 1954 e ter seu regulamento definido no ano seguinte, a disputa da taça não pôde ocorrer em 1955, como o planejado, devido o calendário do futebol brasileiro para o período entre 1955 e 1958 já estar aprovado e não poderia sofrer alterações por causa da Copa do Mundo de 1958. E, também não houve a edição de 1956 da Copa (Rio) Internacional de Clubes, que curiosamente só voltou a aparecer no calendário também quatro anos depois do previsto, em 1960, com a nomenclatura de Copa Intercontinental e com outra fórmula de disputa, não sendo mais organizada pela CBD e sim pela CSF/CONMEBOL (Confederação Sul-Americana) e UEFA (Confederação Europeia).

Time do Bahia com a taça e as faixas de campeão brasileiro de 1959.

Jogadores do Palmeiras com as faixas de campeão do Brasil de 1960.

Desta maneira, em 1959, cumprindo a data estabelecida em 1955, nasce a Taça Brasil —, apesar da primeira proposta para sua criação datar do início dos anos 1950, para, além dos motivos citados anteriormente, também, poder conciliar e integrar os clubes dos demais estados, já que apenas equipes cariocas e paulistas tinham acesso à Copa Rio Internacional e ao Torneio Rio-São Paulo —, inspirada também na criação da Taça dos Clubes Campeões Europeus (atual Liga dos Campeões). Inclusive, a competição foi batizada inicialmente como Torneio Nacional de Clubes Campeões. Também, após a realização do Congresso da Confederação Sul-Americana de Futebol, que ocorreu no Rio de Janeiro, em 1958, onde foi tomada a decisão de criar, em 1960, a Copa dos Campeões da América (posteriormente passando a ser denominada de Taça Libertadores da América), nesta ocasião, foi também definido que ocorreria a participação de todos os campeões nacionais da América do Sul: campeão argentino, campeão uruguaio, campeão paraguaio, campeão chileno, campeão boliviano, campeão colombiano e campeão brasileiro. Foi quando a CBD, apesar da Taça Brasil já está instituída desde o ano de 1955 e programada para começar a ser disputada a partir de 1959, viu mais uma necessidade para a realização de uma competição para definir o campeão brasileiro (já naquela época, o campeão da Taça Brasil era considerado o campeão brasileiro) para ser indicado como o representante do Brasil na competição sul-americana. Porém, como ainda havia limitação de data, restrições econômicas e dificuldades para viagens interestaduais, a competição foi montada do modo mais econômico possível. Sendo assim, participavam da competição os clubes campeões estaduais que se enfrentavam em um grande sistema eliminatório. Esta foi a solução encontrada pela CBD, que utilizou como base, o modelo de seleção dos participantes da Taça da Europa — participavam desta competição apenas os campeões nacionais europeus, além do campeão de sua última edição. Paralelamente, no torneio brasileiro, participavam os campeões estaduais, sendo os estados brasileiros como os países europeus —, e a organização dos tempos do Campeonato Brasileiro de Seleções Estaduais, ou seja, dividiu-se o país em duas grandes chaves (Norte/Nordeste e Centro/Sul) e, após os jogos eliminatórios de ida e volta, os times paulistas e cariocas entravam, já nas fases finais. Dessa maneira, os custos seriam diminuídos e, teoricamente, a qualidade dos confrontos seria maior, vislumbrando-se um torneio democrático. Em sua primeira edição a Taça Brasil contou com a participação de dezesseis clubes e, tendo como objetivo a inclusão de representantes de todos os Estados e do Distrito Federal, de forma progressiva nas edições seguintes da competição.
A Taça Brasil foi jogada entre 1959 e 1968 com o mesmo sistema de disputa e contava geralmente com a participação de um representante por estado: todos os campeões estaduais disputavam o título em confrontos eliminatórios de melhor de quatro pontos. Devido às dificuldades da época — tirando sete ou oito Estados dos vinte que existiam e o Distrito Federal, no restante o futebol era semi ou completamente amador —, a Taça Brasil foi criada não como um confronto dos melhores times do Brasil, mas como uma disputa que contemplavam os campeões estaduais. Nas duas primeiras edições, portanto, contou com 16 e 17 times, respectivamente. A partir da edição de 1961, o campeão do ano anterior passou a ter vaga garantida para a edição seguinte. Assim, o Estado de São Paulo teve dois representantes em 1961: Palmeiras (vencedor da Taça Brasil de 1960) e Santos (campeão paulista de 1960), deixando a competição daquele ano com 18 times.
A competição era disputada de forma regionalizada, com grupos formados pela proximidade geográfica. Normalmente as equipes de São Paulo e Rio de Janeiro, continuando uma característica do Campeonato Brasileiro de Seleções Estaduais, por terem campeonatos estaduais considerados mais fortes — isso se dava pelo fato desses dois Estados concentrarem os melhores jogadores e clubes do país, tornando-se algo merecedor para as circunstâncias da época — tinham o privilégio de entrar a partir das fases mais avançadas (semifinais e quartas de final) com os clubes que sobrevivessem ao mata-mata das fases anteriores, assim como acontece hoje com a Copa do Mundo de Clubes da FIFA com as equipes da América do Sul e da Europa que já entram nas semifinais. O mesmo direito era conferido ao vencedor da edição anterior. No entanto, nas edições de 1960 e 1961, foram os representantes dos Estados de São Paulo e Pernambuco, que ganharam o privilégio de entrar nas semifinais.
Estas fases eram divididas em outros subcampeonatos como: Taça Brasil Zona Norte-Nordeste (subdividida em Grupo Norte e Grupo Nordeste), Zona (Sudeste) Central, Zona Sudoeste e Zona Sul.[carece de fontes?]
Já em 1959, na sua primeira edição, a competição teve uma surpresa. Na final, em uma decisão histórica, o Bahia venceu o favoritíssimo Santos de Pelé, considerado por muitos o melhor time de futebol de todos os tempos, consagrando-se como o primeiro vencedor da Taça Brasil, sendo saudado pela mídia da época como "o primeiro campeão brasileiro", como está confirmado em uma matéria do jornal O Globo, que em sua edição seguinte ao fim da competição destacou a conquista do Bahia da seguinte forma: "Primeiro campeão brasileiro de todos os tempos, um título único e inédito de uma importância sem igual. Uma odisseia fantástica do Esporte Clube Bahia, quase desacreditado depois da derrota em Salvador, vitorioso e inconstante no Rio de Janeiro, no templo do futebol, o Maracanã, contra o maior time do mundo." Na época, o jornal A Gazeta Esportiva, também tratou o Bahia como campeão brasileiro, publicando o seguinte em sua edição do dia 30 de março de 1960: "O Bahia conseguiu esta noite, no Maracanã, o título inédito no futebol brasileiro, qual seja o de campeão brasileiro por equipes, garantindo sua participação no próximo Campeonato Sul-Americano de Clubes Campeões." Além da Folha de S.Paulo que destacou o título do Bahia, em sua edição de 30 de março de 1960, da seguinte maneira: "O EC Bahia, depois de uma campanha das mais brilhantes, sagrou-se na noite de ontem, no Maracanã, o primeiro campeão brasileiro de futebol, ao derrotar o Santos pela contagem de 3 a 1, em um resultado dos mais merecidos.
Para a equipe, a conquista é tão importante que é lembrada pela presença de uma estrela, do mesmo peso da utilizada pela conquista do Campeonato Brasileiro de 1988, em seu uniforme. A conquista também credenciou o clube baiano como o primeiro representante brasileiro na Taça Libertadores da América.[carece de fontes?]
Até 1964, apenas o vencedor tinha direito a uma vaga na Libertadores, e no caso do vencedor já ter assegurado esta vaga por ter vencido a Libertadores do ano anterior (caso do Santos, bicampeão da Libertadores em 1962 e 1963), o vice-campeão também ganhava uma vaga. A partir de 1965, os dois finalistas passaram a ser classificados para a Libertadores do ano seguinte, o que acabou acontecendo apenas em 1967 com Palmeiras e Náutico disputando a Libertadores de 1968, pois a CBD decidiu não enviar nenhum representante brasileiro para a Taça Libertadores de 1966, por entender que a competição havia sido descaracterizada pela inclusão dos vice-campeões nacionais. E na Libertadores de 1967, só o Cruzeiro disputou, já que o outro representante brasileiro, o Santos, desistiu do torneio para dar prioridade ao Torneio Roberto Gomes Pedrosa e aos amistosos internacionais.
O representante do então estado da Guanabara, até a edição de 1964, era definido pelo Campeonato Carioca. Porém, em 1965, com a criação da Taça Guanabara, a nova competição passou a definir o representante da Guanabara para disputar a Taça Brasil. Já o representante do Estado do Rio de Janeiro era definido pelo Campeonato Fluminense.

Time do Palmeiras campeão da Taça Brasil de 1967.

Em 1967, como o Brasil já se encontrava um pouco mais estruturado, tendo meios de transporte melhores, foi possível ousar em um formato de competição nacional com mais jogos. Quando foi posto em prática a ampliação do Torneio Rio-São Paulo e que passou a ser conhecido por Torneio Roberto Gomes Pedrosa (que na verdade era a nomenclatura oficial do Rio-São Paulo desde 1954). Porém, mesmo com a criação do novo campeonato a principal competição nacional daquele ano foi a Taça Brasil, que indicou o seu campeão e vice, o Palmeiras e o Náutico, respectivamente, para a Taça Libertadores do ano seguinte. Porém, apesar da maior importância da Taça Brasil até então, o modelo de disputa da primeira edição do "Robertão" garantiu o sucesso da competição, que agradou aos clubes participantes, dirigentes e torcedores — a média de público por jogo foi de mais de vinte mil pessoas. Como a experiência da primeira edição do Torneio Roberto Gomes Pedrosa foi boa na opinião da CBD, a entidade decidiu adotar o modelo como o principal campeonato nacional, já a partir de 1968 e, portanto, a Taça Brasil, que desde 1959 era a principal competição de futebol do país, acabou perdendo este status, tornando-se, na edição de 1968, uma competição secundária no cenário nacional. Com o "Robertão" passando a ser considerado a mais importante competição de futebol do Brasil e, inclusive devido ao atraso no término da Taça Brasil, o torneio acabou sendo substituindo pela nova competição como forma de indicação dos dois representantes brasileiros para a Taça Libertadores da América. A decisão foi tomada pela CBD pouco antes do fim da competição.[carece de fontes?]
No entanto, por desentendimentos entre as confederações Brasileira (CBD) e Sul-Americana (CONMEBOL), o Brasil terminou não participando da Libertadores em 1969 e 1970, como protesto às mudanças das regras da competição.
Em 1968, a Taça Brasil após dez edições chegou ao fim devido ter perdido sua importância como torneio nacional e também acabou sendo substituída pelo "Robertão", competição esta que na opinião do jornalista Odir Cunha, representou uma evolução da Taça Brasil. No entanto, a última edição da competição foi prolongada até outubro do ano seguinte, devido a problemas de calendário e principalmente ao impasse ocorrido no confronto das quartas de final entre o Botafogo e o Metropol, que acabou atrasando a competição em quatro meses. Por conta do longo atraso e da impossibilidade da Taça Brasil de 1968 acabar antes do início da Libertadores da América de 1969, a CBD decidiu em caráter especial indicar os mais bem colocados do Torneio Roberto Gomes Pedrosa de 1968 como os dois representantes brasileiros na competição continental, em substituição aos vencedores da Taça Brasil. A última edição da competição que contou com a participação de vinte e três times, nenhuma equipe paulista disputou o torneio (deixando o Estado de São Paulo como a única unidade federativa do Brasil fora desta edição),[carece de fontes?] Palmeiras (campeão da Taça Brasil de 1967) e Santos (campeão paulista de 1967), desistiram de disputar a competição devido ao atraso e também em razão a um calendário complicado, e a indefinição sobre a participação de brasileiros nas Libertadores seguintes foram decisivas, e os clubes comunicaram sua decisão, conforme notícia do Jornal dos Sports de 15 de fevereiro de 1969: "Santos e Palmeiras retiraram-se da Taça Brasil e, em consequência, o Fortaleza fica automaticamente classificado para as finais, pois seria o adversário do Palmeiras e depois quem vencesse jogaria com o Santos."
Em 1969, a CBD optou por substituir definitivamente a Taça Brasil pelo Torneio Roberto Gomes Pedrosa/Taça de Prata. Entretanto, antes houve dois anos de sobreposição entre as duas competições. Por se tratar de um período de transição, em que uma fórmula de disputa que estava se exaurindo (Taça Brasil) para o início da nova competição, em 1967 e 1968, o Brasil assistia a dois campeonatos nacionais oficiais, tendo, portanto, dois campeões em cada ano. Segundo o historiador Odir Cunha, seria preferível que as duas competições fossem consideradas campeonatos nacionais, alegando não poder punir o campeão de uma e privilegiar o de outra — linha esta que é seguida atualmente pela CBF.
Como no caso dos dois torneios de 1967 que foram conquistados pelo Palmeiras, Cunha considera válidos os dois títulos e afirma que a Taça Brasil classificava para a Taça Libertadores da América, mas o Torneio Roberto Gomes Pedrosa tinha um nível melhor. "É estranho?", perguntou o jornalista, respondendo em seguida. "Mas há precedentes." Os precedentes que ele citou foram o Campeonato Carioca, que teve o Flamengo como campeão duas vezes no ano de 1979, além de vários países da América que possuem ou possuíam torneios "Apertura" e "Clausura", que além de sempre ter dois campeões nacionais por ano, gerou situações como a do River Plate, duas vezes campeão argentino em 1997; do Colo-Colo, do Chile, duas vezes campeão chileno em 2006 e 2007; do Atlético Nacional, duas vezes campeão colombiano em 2007 e 2013. No "Mundial Interclubes", isso ocorreu em 2000: ao mesmo tempo em que o Corinthians foi campeão do Mundial de Clubes da FIFA, o Boca Juniors foi campeão pela fórmula antiga, e os dois são considerados campeões. "Se você tirasse o título de um ou de outro, seria injusto", argumenta Odir Cunha. No Brasil, o Torneio Rio-São Paulo teve quatro campeões em 1966 e dois em 1964. Além de vários campeonatos estaduais que já tiveram dois campeões por ano como: o Campeonato Paulista onze vezes, o Campeonato Carioca oito, o Campeonato Mineiro três, o Campeonato Baiano duas vezes, entre outros.
A Taça Brasil foi importantíssima para colocar no mapa brasileiro equipes de vários Estados. Foram oitenta clubes ao todo que a disputaram. Segundo Odir Cunha, todos os times ansiavam participar da Taça Brasil, mas para isso tinham de ser campeões em seus Estados. Porém era uma tarefa difícil, e nem todos conseguiam. A lisura da Taça Brasil é comprovada por suas regras que foram levadas ao extremo, não sofrendo mudanças radicais desde sua primeira edição até a última — ao contrário dos Campeonatos Brasileiros realizados entre 1971 e 2002 que tinha sua fórmula de disputa alterada drasticamente praticamente a cada ano. Nenhuma equipe que não foi campeã estadual participou da competição, a não ser que o campeão estadual houvesse sido campeão da Taça Brasil, então, no ano seguinte, ele dava vaga para o vice daquele Estado. Algumas equipes consideradas "grandes" — como São Paulo e Corinthians, que viviam longo jejum de conquista do Campeonato Paulista — nunca participaram do torneio, reservado apenas aos campeões estaduais. Mas o melhor do futebol brasileiro estava sempre representado. A competição contou com a participação da grande maioria dos jogadores campeões das Copas do Mundo de 1958 e 1962, que, segundo Odir Cunha, foi uma "era áurea" do futebol do País, que possivelmente não voltará a ocorrer, visto que, atualmente, os melhores jogadores brasileiros vão ainda jovens para o Exterior, por fins lucrativos. Como não havia outra competição que abraçasse clubes de tantos Estados, a Taça Brasil era a melhor referência da relação de forças do futebol de cada região do país. Tanto que o Santos registrou, durante anos, o pentacampeonato brasileiro — como está estampado em uma manchete do jornal Folha de S.Paulo do dia 9 de dezembro de 1965 — de 1961 a 1965 em um muro na Vila Belmiro. A Taça Brasil também teve outros momentos muito relevantes para o futebol nacional, como a edição de 1966, quando o Cruzeiro sagrou-se pela primeira vez campeão brasileiro, tornando-se num marco, por ter mudado o eixo do futebol brasileiro que até então era dominado por equipes paulistas e cariocas. Esta conquista do clube mineiro foi tão importante assim por ser o divisor de águas na história do futebol nacional, uma vez que até à data ainda acreditava-se que só existia futebol de alto nível, apesar das boas exibições do Bahia, no eixo Rio-São Paulo. No entanto, o Cruzeiro apresentou uma equipe jovem de excelente qualidade, chamando a atensão para potenciais atletas de outros Estados, minimizando a hegemonia do eixo Rio-São Paulo. Assim, surgiu à ideia, concretizada em 1967 pelas federações Paulista e Carioca de futebol, de ampliar o Torneio Rio-São Paulo, com a entrada de grandes clubes dos estados de Minas Gerais, Paraná e Rio Grande do Sul, ficando conhecido como "Robertão".
João Havelange, ex-presidente da CBD que criou tanto a Taça Brasil, o Torneio Roberto Gomes Pedrosa e o Campeonato Nacional de Clubes em 1971, declarou que as competições representavam a sequência uma da outra e que a Taça Brasil e o Robertão foram criados para definir o campeão brasileiro, e que o Campeonato Nacional de Clubes representou o prosseguimento destas competições. Também segundo Odir Cunha, o surgimento do Campeonato Nacional de Clubes não invalidou os títulos brasileiros anteriores. Tanto é, que por muitos anos, a Taça Brasil e o Torneio Roberto Gomes Pedrosa foram computados nos rankings de clubes que se fazia. João Havelange, também declarou em 2010 ser favorável à unificação dos títulos da Taça Brasil e do Torneio Roberto Gomes Pedrosa ao Campeonato Brasileiro. Em um evento oficial do Santos, ele afirmou que "se os títulos existiram é porque as competições foram oficiais e, se foram oficiais, devem ser respeitadas."
Após os clubes vencedores dos títulos brasileiros anteriores a 1971 entrarem com pedido na CBF para a entidade equiparar suas conquistas ao Campeonato Brasileiro, em 22 de dezembro de 2010, a CBF unificou oficialmente os títulos nacionais, tornando todas as edições da Taça Brasil — bem como às do Torneio Roberto Gomes Pedrosa — válidas como Campeonato Brasileiro.
Entretanto, a legitimidade da Taça Brasil como Campeonato Brasileiro, é atualmente um assunto controverso e permanece dividindo a opinião da imprensa. Uma parte que é contrária a unificação da competição usam alguns argumentos, como o fato do torneio ter contado com a participação geralmente de apenas dos campeões estaduais. Argumento este que é contestado pela parcela dos jornalistas e historiadores que defendem a legitimidade da unificação e argumentam que a fórmula de disputa da competição foi devido a falta de infraestrutura e da situação sócio-econômica do Brasil e usam como exemplo que, em 1959, foi o primeiro ano da Ponte aérea Rio-São Paulo. A possibilidade de uma disputa por pontos corridos (como o formato atual) era praticamente impossível em uma época que não existia sequer um transporte aéreo aceitável para a situação. Outro ponto importante que caracterizava a época era o fator financeiro. Economicamente, o futebol brasileiro ainda vivia tempos precários, apesar do profissionalismo desde meados da década de 1930. Não havia uma política capitalista no meio futebolístico. O marketing ainda não enxergava o potencial gerador de lucro que este esporte poderia proporcionar. O próprio presidente da CBD que criou a competição, João Havelange, declarou que aquele formato eliminatório foi porque não havia estrutura ou verba para se criar um campeonato mais integrado e, que aquele formato era o único meio viável de se fazer um certame de abrangência nacional naquela época. Os defensores desta visão também alegam que o termo abrangência nacional é a melhor forma de demonstração da ética do campeonato, visto que em 1959, das 21 unidades federativas do Brasil (vinte estados e um Distrito Federal), 16 tinham seus respectivos campeões disputando o torneio nacional. Ao comparar com a edição de 2011 do Campeonato Brasileiro, que contou com apenas nove Estados representados, sendo 27 o número de unidades federativas (26 estados e um Distrito Federal). Ou seja, a primeira edição da Taça Brasil continha 80% dos estados na disputa, contra 30% em 2011.
A Taça Brasil era um torneio muito semelhante à atual Copa do Brasil, que foi criada em 1989 como competição nacional secundária, trinta anos depois da criação da extinta Taça Brasil, para agradar as federações menores que não estavam representadas no Campeonato Brasileiro. Atualmente, o número de participantes da Copa do Brasil é de 91 equipes, sendo a única oportunidade para os clubes "pequenos" receberem em seus estádios equipes consideradas "grandes" em um jogo oficial, devido a esse fato, a competição é chamada de "a mais democrática do Brasil". Por isso, há quem faz uma relação automática entre as duas competições e defendem que a Taça Brasil deveria ter sido unificada à Copa do Brasil. No entanto, devido a Taça Brasil ter sido o principal e o único (exceto em suas duas últimas edições) torneio nacional do País, essa ideia é rejeitada por vários autores que consideram válida a legitimidade da unificação da competição ao Campeonato Brasileiro e, defendem que, ainda que suas fórmulas de disputa e formas de seleção dos participantes sejam semelhantes. Há uma grande diferença entre as duas competições, em todos os sentidos. "Comparar os dois torneios é ver o passado com olhos de hoje. A Taça Brasil era realmente valorizada. A Copa do Brasil é um torneio secundário, ainda que importante", defende o jornalista Celso Unzelte. Odir Cunha também rechaça essa comparação que se faz entre as duas competições. A Copa do Brasil, ao contrario da Taça Brasil, nunca foi a competição nacional mais importante do ano, e nunca deu ao seu vencedor o título de campeão brasileiro. "O vencedor da Taça Brasil era o campeão brasileiro. O vencedor da Copa do Brasil é o vencedor da Copa do Brasil. Essa comparação que se ouve e se lê entre a Taça Brasil e a Copa do Brasil é de um anacronismo atroz, significa, literalmente, colocar o carro na frente dos bois." afirma o historiador. Outra razão que difere as duas competições é que, de 1959 a 1969, nenhum time brasileiro participou da Libertadores sem ter sido campeão ou vice da Taça Brasil. Já a Copa do Brasil hoje é responsável apenas por apontar 14% das sete vagas brasileiras à maior competição sul-americana de clubes.
Outro argumento contra a unificação da competição, é a questão da pouca quantidade de jogos que geralmente os times do Rio de Janeiro e São Paulo tinha que disputar para se sagrar campeão, isso ocorria devido a Taça Brasil ser uma disputa regionalizada: apenas nas fases finais equipes do Norte-Nordeste enfrentavam rivais do Sul-Sudeste e Centro-Oeste. As equipes cariocas e paulistas por ser consideradas mais fortes e contar com os melhores jogadores, tinham o privilégio de entrar já nas fases finais da competição. E, como acontece atualmente no Mundial de Clubes da FIFA — onde os representantes da América do Sul e da Europa já entram nas semifinais —, neste período, os primórdios das competições nacionais de clubes, também acontecia isso. Odir Cunha também refuta este argumento e, cita como exemplo o Palmeiras, que para chegar à semifinal da Taça Brasil de 1960, participou de um Campeonato Paulista, no qual fez 41 jogos, sendo os três últimos contra o Santos de Pelé, em uma super-decisão e, considera esse fato como uma eliminatória muito difícil para o clube paulista, assim como também acontecia com o time carioca, para que ele tivesse este privilégio de participar da Taça Brasil tinha que disputar e ganhar um longo campeonato. Além do mais, o historiador ainda esclarece que não é necessário ter campeonatos longos para se ter um campeão, respeitando condições sócio-econômicas de um determinado período no tempo e usa como referência a Itália, um país desenvolvido com cultura rica no futebol durante a sua longa história. O Genoa venceu nove vezes o Campeonato Italiano, sendo seu último título em 1924, antes do profissionalismo do futebol no país. Hoje, o clube se encontra em quarto lugar no ranking de campeões italianos. Seu primeiro título, para se ter uma ideia, foi em 1898, onde disputara apenas duas partidas, uma contra o Ginnastica Torino e a outra contra a Internazionale Torino, ao longo de um único dia, sendo que os jogos foram realizados em um campo com dimensões irregulares em que a prática se dava através de botas. Assim como o seu segundo título, vencido no ano seguinte, nas mesmas circunstâncias. "Não se parece nem com um torneio de várzea atual. Mas é justo equiparar um torneio de várzea com o primeiro campeonato italiano, jogado em 1898? Claro que não. Isso se chama respeito aos primórdios, respeito à história. Nenhum clube desmerece o feito conquistado, apesar das condições que a época proporcionava e, hoje mesmo podendo ser considerado uma grande injustiça comparar esses títulos do Genoa com os atuais do Campeonato Italiano, existe um respeito cultural da sociedade italiana ao contexto da época, pois o torneio era o que se podia fazer naquele período." Defende Odir Cunha, que também cita como exemplo o fato de que por algum tempo, o "campeão mundial interclubes" era apontado por um único jogo.

## Campeões
| Ano           | Campeão   | Vice-campeão  | 3º lugar      | 4º lugar      | Artilheiro                         | Gols |
| ------------- | --------- | ------------- | ------------- | ------------- | ---------------------------------- | ---- |
| 1959 Detalhes | Bahia     | Santos        | Grêmio        | Vasco da Gama | Léo Briglia (BAH)                  | 8    |
| 1960 Detalhes | Palmeiras | Fortaleza     | Fluminense    | Santa Cruz    | Bececê (FOR)                       | 7    |
| 1961 Detalhes | Santos    | Bahia         | América       | Náutico       | Pelé (SAN)                         | 9    |
| 1962 Detalhes | Santos    | Botafogo      | Internacional | Sport         | Coutinho (SAN)                     | 7    |
| 1963 Detalhes | Santos    | Bahia         | Grêmio        | Botafogo      | Ruiter (CON)                       | 9    |
| 1964 Detalhes | Santos    | Flamengo      | Ceará         | Palmeiras     | Pelé (SAN)                         | 7    |
| 1965 Detalhes | Santos    | Vasco da Gama | Náutico       | Palmeiras     | Bita (NAU)                         | 9    |
| 1966 Detalhes | Cruzeiro  | Santos        | Náutico       | Fluminense    | Bita (NAU) Toninho Guerreiro (SAN) | 10   |
| 1967 Detalhes | Palmeiras | Náutico       | Grêmio        | Cruzeiro      | Chicletes (TRE)                    | 6    |
| 1968 Detalhes | Botafogo  | Fortaleza     | Cruzeiro      | Náutico       | Ferretti (BOT)                     | 7    |

## Títulos por clube
| Títulos | Clube     | Edições                       |
| ------- | --------- | ----------------------------- |
| 5       | Santos    | 1961, 1962, 1963, 1964 e 1965 |
| 2       | Palmeiras | 1960 e 1967                   |
| 1       | Bahia     | 1959                          |
| 1       | Cruzeiro  | 1966                          |
| 1       | Botafogo  | 1968                          |

## Títulos por estado
| Estado       | Títulos | Vices |
| ------------ | ------- | ----- |
| São Paulo    | 7       | 2     |
| Guanabara(1) | 1       | 3     |
| Bahia        | 1       | 2     |
| Minas Gerais | 1       | 0     |
| Ceará        | 0       | 2     |
| Pernambuco   | 0       | 1     |

## Maiores públicos[7]
- Exceto os jogos onde constam as informações dos públicos presente e pagante, todos os outros referem-se aos públicos pagantes.

1. Botafogo 3 a 1 Santos, Maracanã, 102.260, 31 de março de 1963.
2. Cruzeiro 6 a 2 Santos, Mineirão, 77.325, 30 de novembro de 1966.
3. Atlético-MG 1 a 1 Botafogo, Mineirão, 71.997, 15 de novembro de 1967.
4. Atlético-MG 1 a 0 Botafogo, Mineirão, 71.174, 1 de novembro de 1967.
5. Botafogo 0 a 5 Santos, Maracanã, 70.324, 2 de abril de 1963.
6. Flamengo 0 a 0 Santos, Maracanã, 52.508, 19 de novembro de 1964.
7. Grêmio 5 a 1 Palmeiras, Olímpico, 51.100, 27 de outubro de 1965.
8. Grêmio 1 a 3 Santos, Olímpico, 50.000, 16 de janeiro de 1964.
9. Cruzeiro 1 a 0 Fluminense, Mineirão, 49.439 (público total estimado de 55.000 pessoas), 9 de novembro de 1966.
10. Fluminense 0 a 1 Palmeiras, Maracanã, público estimado de 50.000 pessoas, 16 de novembro de 1960.

## Número de jogos, gols e média de gols por edição[7]
- 1959: 35 jogos, 99 gols e média de 2,83 gols por jogo
- 1960: 37 jogos, 119 gols e média de 3,22 gols por jogo
- 1961: 38 jogos, 124 gols e média de 3,26 gols por jogo
- 1962: 39 jogos, 127 gols e média de 3,26 gols por jogo
- 1963: 45 jogos, 120 gols e média de 2,67 gols por jogo
- 1964: 49 jogos, 150 gols e média de 3,06 gols por jogo
- 1965: 48 jogos, 154 gols e média de 3,21 gols por jogo
- 1966: 47 jogos, 149 gols e média de 3,17 gols por jogo
- 1967: 61 jogos, 168 gols e média de 2,75 gols por jogo
- 1968: 53 jogos, 131 gols e média de 2,47 gols por jogo

## Número de participantes por edição[7]
- 1959: 16
- 1960: 17
- 1961: 18
- 1962: 18
- 1963: 20
- 1964: 22
- 1965: 22
- 1966: 22
- 1967: 21
- 1968: 23

Total de equipes que jogaram a Taça Brasil: 80

## Número de unidades federativas representadas em cada edição[7]
- 1959: 16
- 1960: 17
- 1961: 17
- 1962: 18
- 1963: 20
- 1964: 21
- 1965: 21
- 1966: 21
- 1967: 20
- 1968: 22

## Maiores goleadas
| #  | Data                   | Time 1     |   |   | Time 2      | Estádio        |
| -- | ---------------------- | ---------- | - | - | ----------- | -------------- |
| 1  | 31 de agosto de 1960   | Fluminense | 8 | 0 | Fonseca     | Laranjeiras    |
| 2  | 19 de novembro de 1967 | Grêmio     | 8 | 0 | Perdigão    | Olímpico       |
| 3  | 31 de Agosto de 1960   | Palmeiras  | 8 | 2 | Fortaleza   | Pacaembu       |
| 4  | 30 de setembro de 1962 | CRB        | 0 | 6 | Campinense  | Pajuçara       |
| 5  | 11 de agosto de 1960   | Paysandu   | 6 | 0 | Olímpico    | Curuzu         |
| 6  | 13 de julho de 1966    | Paysandu   | 6 | 0 | Rio Negro   | Curuzu         |
| 7  | 25 de janeiro de 1964  | Santos     | 6 | 0 | Bahia       | Vila Belmiro   |
| 8  | 30 de outubro de 1959  | Sport      | 6 | 0 | Bahia       | Ilha do Retiro |
| 9  | 6 de setembro de 1964  | Paysandu   | 0 | 6 | Náutico     | Curuzu         |
| 10 | 2 de agosto de 1961    | Metropol   | 1 | 6 | Grêmio      | Euvaldo Lodi   |
| 11 | 9 de fevereiro de 1969 | Cruzeiro   | 6 | 1 | Atlético    | Mineirão       |
| 12 | 5 de dezembro de 1968  | Botafogo   | 6 | 1 | Metropol    | Maracanã       |
| 13 | 14 de setembro de 1966 | Cruzeiro   | 6 | 1 | Americano   | Mineirão       |
| 14 | 21 de novembro de 1961 | Santos     | 6 | 1 | America     | Pacaembu       |
| 15 | 19 de janeiro de 1969  | Bahia      | 5 | 0 | Moto Club   | Fonte Nova     |
| 16 | 18 de agosto de 1968   | Atlético   | 5 | 0 | Operário    | Pedro Ludovico |
| 17 | 28 de agosto de 1960   | Coritiba   | 5 | 0 | Paula Ramos | Belfort Duarte |
| 18 | 2 de abril de 1963     | Botafogo   | 0 | 5 | Santos      | Maracanã       |
| 19 | 23 de agosto de 1959   | CSA        | 0 | 5 | Bahia       | Mutange        |
| 20 | 30 de novembro de 1966 | Cruzeiro   | 6 | 2 | Santos      | Mineirão       |